# Le Mal aimé
 (octobre 2013).
Si vous disposez d'ouvrages ou d'articles de référence ou si vous connaissez des sites web de qualité traitant du thème abordé ici, merci de compléter l'article en donnant les références utiles à sa vérifiabilité et en les liant à la section « Notes et références ».
Pour La Chanson du mal-aimé (Apollinaire), voir La Chanson du mal-aimé.
Albums de Claude François
Chanson populaire
(1973) Toi et moi contre le monde entier
(1974)
Singles
1. Le Mal aimé
Sortie : juin 1974
2. Le téléphone pleure
Sortie : octobre 1974

Le Mal aimé est un album de Claude François sorti en 1974.

## Liste des titres
| 1. | Le Mal aimé                        | Terry Dempsey, Eddy Marnay                                | 2:30 |
| 2. | Heureusement tu penses à moi       | Claude François, Jean-Pierre Bourtayre, Jean-Michel Rivat | 3:30 |
| 3. | Toute ma vie je chanterai pour toi | Claude François, Jean-Pierre Bourtayre, Eddy Marnay       | 3:23 |
| 4. | Quand la pluie finira de tomber    | Richard Seff, Daniel Seff                                 | 2:59 |
| 5. | Vivre avec toi                     | Jean Fredenucci, Hugues Dumas                             | 2:53 |
| 6. | C'est toujours le même refrain     | Claude Morgan, Vline Buggy                                | 2:53 |

| 7.  | Le téléphone pleure          | Claude François, Jean-Pierre Bourtayre, Frank Thomas      | 3:58 |
| 8.  | La Musique américaine        | Claude François, Jean-Pierre Bourtayre, Jean-Michel Rivat | 3:50 |
| 9.  | Une fille suffit             | Daniel Vangarde, Eddy Marnay                              | 2:55 |
| 10. | La Plus Belle Fille du monde | Norris Wilson, Billy Sherrill, Eddy Marnay                | 3:12 |
| 11. | Tu es tout pour moi          | Thom Bell, Linda Creed, Eddy Marnay                       | 2:39 |

## 45 tours
Le téléphone pleure est le single issu de l'album qui a connu le plus grand succès avec 2,8 millions de 45 tours vendus. Le Mal aimé est un gros succès également.

## Certification
| Pays                                                             | Certification | Ventes certifiées |
| ---------------------------------------------------------------- | ------------- | ----------------- |
| France (SNEP)                                                    | Or            | 100 000*          |
| *Ventes selon la certification xNon précisé par la certification |               |                   |

## Dans la culture populaire
- La chanson Le Mal aimé est chantée en play-back par Lambert Wilson dans le film On connaît la chanson d'Alain Resnais (1997).